# Eulophia clandestina
Eulophia clandestina är en orkidéart som först beskrevs av Börge Pett., och fick sitt nu gällande namn av Bytebier. Eulophia clandestina ingår i släktet Eulophia och familjen orkidéer.
Artens utbredningsområde är Angola. Inga underarter finns listade i Catalogue of Life.